# Markthalle (Saint-Savinien)

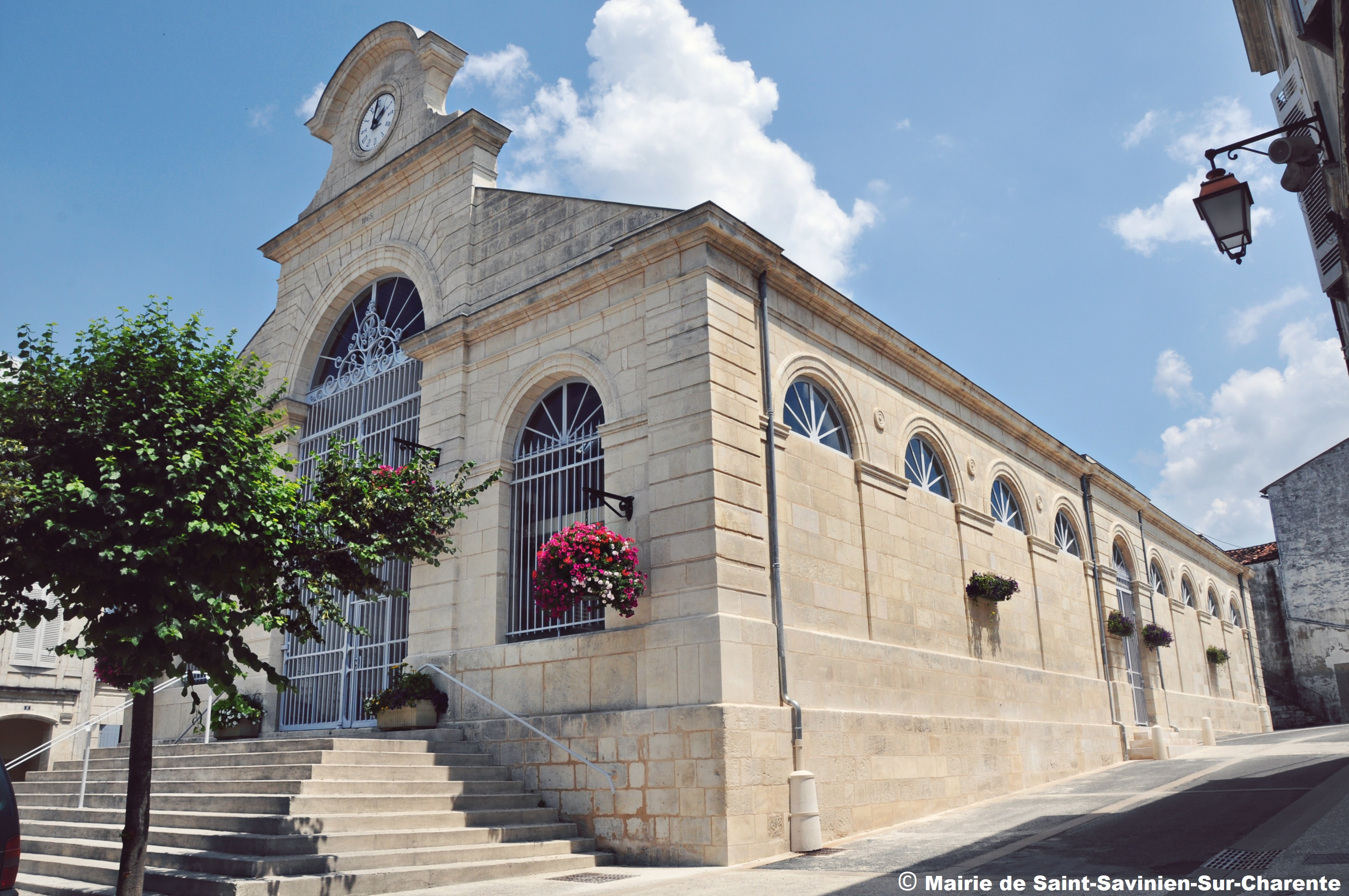
Markthalle in Saint-Savinien

Die Markthalle in Saint-Savinien, einer französischen Gemeinde im Département Charente-Maritime in der Region Nouvelle-Aquitaine, wurde 1865 errichtet, um einen kleineren Vorgängerbau zu ersetzen.
Die Markthalle an der Place Bonnet ist ein erdgeschossiger Bau aus Kalksteinmauerwerk. Den Haupteingang erreicht man über eine steinerne Freitreppe, da das Gebäude auf einem leicht ansteigenden Grundstück steht. Das hohe Rundbogenportal wird von einem erhöhten Giebel mit Uhr geschmückt.